# Estrada A76

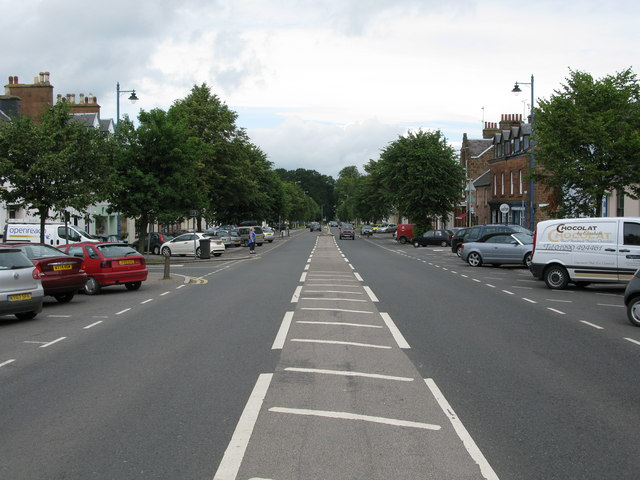
A76 em Thornhill

A A76 é uma grande estrada do sudeste escocês.
Começando em East Ayrshire, a A76 atravessa Hurlford, Mauchline, Auchinleck, Cumnock, Pathhead e New Cumnock antes de entrar em Dumfries and Galloway e continuando por Kirkconnel, Sanquhar, Mennock, Enterkinfoot, Carronbridge, Thornhill, Closeburn, Kirkpatrick, Auldgirth e Holywood terminando em Dumfries. Pela maior parte de sua extensão (a porção entre New Cumnock e Dumfries) segue o Vale do Rio Nith, que dá seu nome ao distrito de Nithsdale.. No dia 22 de Maio de 2018, o ministro do transporte, Humza Yousaf, anunciou que a estrada passaria por reformas, após uma petição para a estrada ser desviada, da região que causava deslocamentos de terra, conseguir mais de 800 assinaturas. A previsão é que a obra custe £3 Milhões e seja concluída até 2021.